# شمکوویتسه
شمکوویتسه (به لهستانی:  Siemkowice) یک روستا در لهستان است که در گمینا شمکوویتسه واقع شده‌است. شمکوویتسه ۱٬۱۰۰ نفر جمعیت دارد.